# 아유타야주
프라나콘시아유타야주(태국어: พระนครศรีอยุธยา 프라 나콘 시 아윹타야[*], 문화어: 아윹타야) 또는 간단히 아유타야주는 태국 중부의 주이다.
이웃하는 주로는 앙통 주, 롭부리 주, 사라부리 주, 빠툼타니 주, 논타부리 주, 나콘빠톰 주, 그리고 수판부리 주가 있다. 아유타야라는 이름은 라마야나 시대의 아요드야에서 왔다.

## 지리
프라 나콘 시 아유타야는 2,556km2의 면적에 짜오프라야강의 평원 계곡에 자리를 잡고 있다. 롭부리와 빠삭강은 이곳을 주요 농경 지대로 만들었다.

## 역사
아유타야는 가장 인기있는 여행 목적지 중의 하나이며, 1350년 유통 왕에 의해 세워졌다. 당시 시암 왕국의 1350년부터 417년간 수도였으며, 1767년 버마의 침공으로 초토화되었다. 이 시기 동안 아유타야는 33명의 왕을 배출했다. 이 시기의 태국의 역사는 보통 아유타야 시대 또는 아유타야 왕국으로 표현된다. 1855년 몽꿋 왕이 영국과 서명한 조약은 서방 세계의 영향력과 무역을 성공적으로 받아들인 최초의 사례였다.
아유타야 역사 공원의 옛 수도의 흔적은 현재 1991년 12월 이후 유네스코 세계 유산으로 등록되었다. 이 지방은 황제의 여름 별궁이었던 방빠인이 있는 곳이기도 하다.
원래 끄룽 까오(กรุงเก่า)라는 이름이 붙었던 이 지방은 1919년 “프라나콘 시 아유타야”로 이름이 변경되었다.

## 상징
전설에 따르면, 라마티보디 1세 왕은 땅에 묻혀 있는 아름다운 조가비를 발견했는데, 그곳을 미래의 수도로 삼았다고 한다. 그리하여 왕은 그곳에 대들보를 놓아 조가비를 놓고 주변에 궁전을 지었다고 한다. 인장은 뒤에 주목과 함께 이 궁전을 보여주고 있다.
주화는 독손이라고 하는 세바니아 아큘리타이며, 주목은 향 만잭 나무이다. 아유타야 주의 슬로건은 다음과 같다.
"옛 수도, 나라의 식향, 계관 시인이 많으며, 나라의 영웅이 많은 곳"

## 행정
아유타야 주는 16개의 암프와 209개의 땀본이 있고, 다시 하위의 1328개의 무반 (행정 구역)이 있다.
| 1. 프라나콘시아유타야군 2. 타루에아군 3. 나콘루앙군 4. 방사이군 (1404) 5. 방반군 6. 방빠인군 7. 방파한군 8. 팍하이군 | 1. 파치군 2. 랏부아루앙군 3. 왕노이군 4. 세나군 5. 방사이군 (1413) 6. 유타이군 7. 마하랏군 8. 방프랙군 |

## 경계
이웃하는 주는 북쪽으로 롭부리 주, 앙통 주, 그리고 사라부리 주가 있으며, 빠툼타니 주, 논타부리 주가 남쪽으로 있다. 사라부리 주가 동쪽으로, 수판부리 주가 서쪽에 있다.

## 교통

### 항공
인근 공항은 없다.

### 강
짜오프라야강에 위치하고 있으며, 시암의 옛 왕이 라마 5세까지 한 때 강을 주요 교통로로 이용하였다. 아직도 방콕에서 아유타야를 오가는 보트가 있으며, 주로 농산물 수송에만 이용된다. 가끔씩 전세 투어 보트가 나타날 때도 있다.

### 도로
전략적으로 중앙에 위치해 있기 때문에, 많은 고속도로가 있고, 이것은 아유타야를 통과한다. 전체 8개의 노선이 있으며, 이 지방은 태국 전체에서 가장 많은 고속도로가 지나가는 주이다.

### 철도
아유타야에는 북선과 북동선이 있고, 기차는 양방향으로 탑승 가능하다.

### 버스
에어컨 버스가 방콕에서 정기적으로 오간다. 방콕에서 버스는 북부 버스 터미널에서 출발하고, 아유타야 버스 터미널에서 출발하는 버스에는 냉방 시설을 갖춘 에어컨이 없다.

### 밴
밴은 방콕에서 종종 내왕을 하며, 방콕의 승리 기념비에서 출발한다. 이것을 타면 1시간이 소요된다. 이 두 도시를 왕래하는 가장 빠른 교통 수단이기도 하다.

### 송태우
송태우는 도시와 시외를 왕복하는 가장 인기있는 형태의 대중 교통 수단이다.

### 오토바이-택시
시장과 버스터미널 지역에 많은 오토바이 택시들이 있다.

## 날씨
아유타야는 중앙평원에 위치하고 있기 때문에 세 계절의 영향을 받는다.
- 더운 계절: 3월 ~ 5월
- 우기: 7월~10월
- 시원한 계절: 11월~2월

| Ayutthaya의 기후                     | Ayutthaya의 기후 | Ayutthaya의 기후 | Ayutthaya의 기후 | Ayutthaya의 기후 | Ayutthaya의 기후 | Ayutthaya의 기후 | Ayutthaya의 기후 | Ayutthaya의 기후 | Ayutthaya의 기후 | Ayutthaya의 기후 | Ayutthaya의 기후 | Ayutthaya의 기후 | Ayutthaya의 기후 |
| 월                                   | 1월              | 2월              | 3월              | 4월              | 5월              | 6월              | 7월              | 8월              | 9월              | 10월             | 11월             | 12월             | 연간             |
| ------------------------------------ | ---------------- | ---------------- | ---------------- | ---------------- | ---------------- | ---------------- | ---------------- | ---------------- | ---------------- | ---------------- | ---------------- | ---------------- | ---------------- |
| 일평균 최고 기온 °C (°F)             | 31.0 (87.8)      | 33.3 (91.9)      | 35.4 (95.7)      | 35.9 (96.6)      | 34.3 (93.7)      | 32.6 (90.7)      | 32.0 (89.6)      | 31.4 (88.5)      | 31.3 (88.3)      | 31.3 (88.3)      | 30.7 (87.3)      | 30.0 (86.0)      | 32.4 (90.3)      |
| 일평균 최저 기온 °C (°F)             | 17.0 (62.6)      | 19.4 (66.9)      | 22.3 (72.1)      | 24.3 (75.7)      | 24.5 (76.1)      | 24.3 (75.7)      | 24.0 (75.2)      | 23.8 (74.8)      | 23.5 (74.3)      | 22.5 (72.5)      | 20.0 (68.0)      | 17.4 (63.3)      | 21.9 (71.4)      |
| 평균 강우량 mm (인치)                | 2.4 (0.09)       | 18.8 (0.74)      | 43.5 (1.71)      | 67.9 (2.67)      | 208.0 (8.19)     | 223.0 (8.78)     | 180.8 (7.12)     | 260.0 (10.24)    | 213.9 (8.42)     | 167.6 (6.60)     | 37.1 (1.46)      | 0.8 (0.03)       | 1,423.8 (56.05)  |
| 평균 강우일수                        | 0                | 1                | 4                | 6                | 15               | 16               | 17               | 19               | 17               | 12               | 3                | 1                | 111              |
| 출처: Thai Meteorological Department |                  |                  |                  |                  |                  |                  |                  |                  |                  |                  |                  |                  |                  |

## 관광
아유타야는 방콕에서 북쪽으로 76 km 떨어진 곳에 있으며, 많은 중요한 유적들을 자랑한다. 이러한 유적들은 아유타야가 인도차이나 반도에서 가장 번영된 도시였다는 것을 알려준다. 넓게 뻗은 프라 나콘 시 아유타야 역사 공원은 아유타야 시의 중앙에 자리를 잡고 있다.
아유타야에는 세 개의 궁이 있으며, 왕궁, 찬타라까셈 궁(전궁), 왕랑 궁(후궁)이 있다. 아유타야 외곽에서 왕족들이 방문하는 다른 왕궁과 건물들이 있다. 암프 방빠인의 방빠인 궁과 암프 나콘루앙의 나콘 루앙 건물이 대표적이다.

## 문화
전 시대의 수도였으며 태국 불교의 이전 본산이었고 수많은 왕을 배출한 고향이어서 태국 문화 원류의 중심이 되었다.
아유타야의 현재 왕국은 라마 5세가 유럽과 밀접한 교류를 했기 때문에 유럽 색채가 남아 있어 유럽의 영향을 많이 받았다. 아유타야는 시암과 아유타야 왕국의 자취를 찾는 외국 관광객들의 첫 번째 방문지이며, 서구 열강과 조약을 맺었던 장소이기도 하다.

## 의료
아유타야에는 병원과 보건소가 많이 있다. 주요한 것들은 다음과 같다.
- 나바나꼰 병원
- 아유타야 병원
- 세나 병원
- 랏차타니 병원
- 수빠밋 세나 병원
- 뻬라베치 병원
- 왕노이 병원

## 같이 보기
- 아유타야 왕국
- 아유타야 역사공원
- 2020년 세계 박람회